# عفت بركات
عفت الرفاعي خليل بركات وتشتهر عفت بركات (مواليد 22 يوليو 1972 في عزبة البرج، دمياط، مصر) هي كاتبة وصحفية وشاعرة مصرية.

## التعليم
تخرجت من جامعة المنصورة عام 1994 بليسانس آداب وتربية لغة عربية ودراسات إسلامية. وحصلت على دبلوم النقد الفني عام 2006 من أكاديمية الفنون، ودبلوم سيناريو وإخراج عام 2007 من قصر السينما.

## حياتها العملية
عملت عفت صحفية بجريدة «مسرحنا»، ومحررة بمجلة أطفال «قطر الندى»، ومخرجة مسرحية، بجانب عملها كمدرسة بوزارة التربية والتعليم.
أقامت عفت العديد من الورش الحية والصالونات الإبداعية في القاهرة والإسكندرية والفيوم وغيرها من المحافظات من أجل التفاعل المباشر مع الأطفال، وتنمية مهاراتهم في السرد والتأليف والتمثيل وغيرها من الألوان الإبداعية. كما عملت على تأليف أشعار للأطفال لتسهيل فهم وحفظ بعض القواعد، وحولت بعضها إلى نصوص مسرحية.

## أعمالها

### مؤلفاتها
| م  | العمل                  | نوعه                 | عام الإصدار | الناشر                              | عدد الصفحات | رقم تعريفي                             | مراجع               |
| -- | ---------------------- | -------------------- | ----------- | ----------------------------------- | ----------- | -------------------------------------- | ------------------- |
| 1  | نقشٌ له في ذاكرتي       | ديوان شعري           | 1998        | الهيئة العامة لقصور الثقافة         | 95          |                                        | [ 7 ]               |
| 2  | صباحات لمن قاسمني دفأه | ديوان شعري           | 2003        | الهيئة العامة لقصور الثقافة         |             |                                        | [ 8 ]               |
| 3  | تفاصيل العبث           | ديوان شعري           | 2005        | الهيئة العامة لقصور الثقافة         | 144         |                                        | [ 9 ] [ 10 ] [ 11 ] |
| 4  | المرجانة نانا          | قصة أطفال            | 2009        | سلسلة كتاب قطر الندى أنلميتد برس    |             |                                        | [ 12 ] [ 13 ]       |
| 5  | مدارات قمر غجري        | ديوان شعري           | 2013        | دار نشر المحروسة                    |             |                                        | [ 14 ] [ 15 ]       |
| 6  | أهيئ الروح لعاصفة      | ديوان شعري           | 2016        | الهيئة العامة لقصور الثقافة         | 134         | (ردمك 9779202544، وردمك 9789779202549) | [ 16 ] [ 17 ]       |
| 7  | أوطان تشبهني           | ديوان شعري           | 2016        | الهيئة العامة للكتاب                |             |                                        | [ 3 ]               |
| 8  | هند تصنع الحكايا       | قصة أطفال            | 2016        | المركز القومي لثقافة الطفل          |             |                                        | [ 18 ]              |
| 9  | ألواني                 | مجموعة شعرية للأطفال | 2018        | الهيئة العامة لقصور الثقافة         |             |                                        | [ 18 ]              |
| 10 | حروفي                  | مجموعة شعرية للأطفال | 2018        | المركز القومي لثقافة الطفل          |             |                                        | [ 18 ]              |
| 11 | أين ذهبت الألوان       | قصة أطفال            | 2019        | دار ماهي للنشر والتوزيع             |             |                                        | [ 18 ]              |
| 12 | ماذا أكون؟             | مجموعة شعرية للأطفال | 2019        | هيئة الكتاب المصرية                 |             |                                        | [ 5 ]               |
| 13 | عرائس فرح              | قصة أطفال            | 2020        | دار المعارف المصرية                 |             |                                        | [ 18 ] [ 19 ]       |
| 14 | لستُ سمكة               | قصة أطفال            | 2020        | المستقبل للتعليم الاكتروني والمطبوع |             | (ردمك 9789778577918)                   | [ 20 ] [ 21 ]       |
| 15 | مصوّر الغابة            | قصة أطفال            | 2020        | دار أصالة للنشر                     |             |                                        | [ 5 ]               |
| 16 | رحلة حذاء              | قصة أطفال            | 2020        | مكتبة الصفا، أبوظبي                 |             |                                        | [ 5 ]               |
| 17 | كما يليق بملكة         | ديوان شعري           |             |                                     |             |                                        | [ 5 ]               |

### المسرحيات
| م | العمل             | دورها      | عام الإصدار | مراجع        |
| - | ----------------- | ---------- | ----------- | ------------ |
| 1 | حلم فصيح          | مخرج منفذ  | 1999        | [ 1 ] [ 18 ] |
| 2 | لحظة صدق          | مخرج       | 2000        | [ 1 ] [ 18 ] |
| 3 | القلع والصاري     | مخرج       | 2001        | [ 1 ] [ 18 ] |
| 4 | الناس في طيبة     | مخرج       | 2002        | [ 1 ] [ 18 ] |
| 5 | الملك هو الملك    | مخرج مساعد | 2006        | [ 1 ] [ 18 ] |
| 6 | ليلة قتل الدنجاوي | مخرج منفذ  | 2006        | [ 1 ] [ 18 ] |
| 7 | أفراح القبة       | مخرج منفذ  | 2006        | [ 1 ] [ 18 ] |
| 8 | مرة واحد بيحلم    | مخرج       | 2007        | [ 1 ] [ 18 ] |

## الجوائز والتكريمات
- المركز الثاني في الشعر على مستوى الجمهورية، 1995، عن قصيدة «ميلاد»
- درع المعلم المثالي والرائد المثالي على مستوى الجمهورية، 1999، عن دورها في تفعيل الأنشطة المدرسية وربطها باللغة العربية
- المركز الثاني في الشعر على مستوى الجمهورية، 2002
- مسابقة رابطة التعليم الابتدائي في مسابقة الشعر والقصة القصيرة، 2002
- مسابقة رابطة التعليم الابتدائي في مسابقة الشعر والقصة القصيرة، 2003
- شهادة التكريم في عيد العلم كمعلم مثالي، 2003، عن دورها الفعال في الحركة التعليمية على مستوى المحافظة
- المركز الأول في شعر الفصحى في مهرجان الإذاعة والتليفزيون، وسط الدلتا، 2004، عن قصيدة «يعبرني»
- درع تكريم جامعة الزقازيق للمشاركة الفعالة في المهرجان الشعري الأول بالجامعة، 2004
- مسابقة رابطة التعليم الابتدائي في مسابقة الشعر والقصة القصيرة، 2005
- جائزة النشر سوزان مبارك للأطفال، 2009، عن المجموعة القصصية «المرجانا نانا»
- شهادة تقدير تكريما لدورها الفعال في مؤتمر أدباء شرق الدلتا الثقافي، 2013
- درع مركز عماد قطري عن المشاركة الفعالة في أنشطة المركز الثقافية، 2014
- المركز الأول في مسابقة صلاح هلال الأدبية في القصة القصيرة، 2014، عن قصة «للبحر عاصفتي»
- التكريم عن دورها في التحكيم بالمسابقات المسرحية والأدبية بوزارة التربية والتعليم، 2015
- درع تكريم الهيئة العامة لقصور الثقافة، 2016، عن إنجازاتها الثقافية والابداعية في محافظة دمياط
- المركز الثاني في مسابقة تازا الأدبية، 2017، عن قصتها للأطفال «أين ذهبت الألوان؟»
- درع وشهادة تكريم في مؤتمر أدباء مصرفي، الدورة الثانية والثلاثين (دورة طه حسين)، عن الأديبات المصريات، شرم الشيخ، 2017
- تكريم النقابة العامة لاتحاد كتاب مصر، مؤتمر شعبة أدب الطفل، 2018، عن مسيرتها الابداعية للطفل
- المركز الأول في التأليف والإخراج في المسرح المنهجي، وزارة التربية والتعليم، عن نصوص عديدة منها «قرية السلام» و«القراءة» و«عظيمة يا بلدي»

مراجع الجوائز